# Восточный кожан
Восточный кожан (лат. Vespertilio sinensis) — летучая мышь среднего размера из рода Vespertilio.

## Таксономия и этимология
Он был описан как новый вид в 1880 году немецким натуралистом Вильгельмом Петерсом. Пeтерс назвал его Vesperus sinensis. Название его вида «sinensis» происходит от латинского Sinae, что означает «Китай». Голотип был собран в Пекине. Этот вид был известен как V. superans до 1997 года, когда было продемонстрировано, что V. sinensis следует воспользоваться правилом номенклатуры, известным как Принцип приоритета.

## Описание
Взрослые восточные кожаны имеют длину тела 6-7 см, хвост 4,3-4,5 см и длину крыла 5 см.
Его длина предплечья составляет 43-55 мм. Его волосы двухцветные, с черновато-коричневыми базальными частями и грязно-белыми дистальными частями.

## Ареал и места обитания
Восточные кожаны распространены по всей Восточной Азии, от Тайваня через восточный Китай, восточную Монголию и Россию (Сибирь) до Корейского полуострова и Японии (Хоккайдо, Хонсю, Сикоку и Кюсю).
Ареал этого вида включает несколько стран и регионов Восточной Азии, таких как Китай и Тайвань, Япония, Северная и Южная Корея, Монголия и Сибирь.

## Вопросы охраны
По состоянию на 2019 год МСОП оценивает его как вид, вызывающий наименьшее беспокойство. Он соответствует критериям этой классификации, поскольку имеет широкий географический ареал; хорошо переносит самые разные среды обитания, в том числе нарушенные человеком; и нет никаких известных угроз его дальнейшему существованию.